# 카티아 헤르버르스
카티아 헤르버르스(네덜란드어: Katja Herbers, 1980년 10월 19일 ~ )는 네덜란드의 배우이다. 미국 드라마 《웨스트월드》에서 에밀리 역으로 출연하고 있다.

## 작품 목록

### 영화
- 로프트 (2010)

### 텔레비전 드라마
- 맨해튼 (2014)
- 웨스트월드 (2018)